# The Celts (album)
The Celts è la riedizione dall'album di debutto del 1987 della musicista e cantante irlandese Enya (Enya), pubblicato nel novembre 1992 dalla Warner Music.

## Descrizione
The Celts è la riedizione sotto la Warner Music (casa discografica di Enya a partire dal disco Watermark del 1988) del primo album intitolato semplicemente "ENYA" pubblicato nel 1987 che conteneva i brani eseguiti dall'artista irlandese per la colonna sonora del documentario della BBC "The Celts" che, come suggerisce il titolo, era incentrato sulla cultura dell'antico popolo che abitava l'Irlanda.
"ENYA" ebbe un discreto successo solo in Irlanda ma rimase alquanto sconosciuto nel resto del mondo, in seguito al grande successo dei due album "Watermark" e "Shepherd Moons" la Warner Music decise di riproporlo nel 1992 cambiando titolo e creando un nuovo artwork.
Lanciato dal singolo The Celts, l'album riesce a portare alla ribalta i brani meno noti della cantante, contenuti nel suo album di debutto. Dalla pubblicazione di The Celts, la versione originale di Enya non venne più prodotta.
La riedizione ottiene una notevole fama e supera, insieme a Enya, 6 milioni di copie vendute.
- I Want Tomorrow è l'unica canzone in inglese dell'album.
- Il libretto contiene delle didascalie scritte da Roma Ryan, che spiega il significato delle varie canzoni.
- Vi è una versione più lunga della canzone Portrait (che nell'originale durava 1:23), intitolata Portrait: Out of the Blue, che dura 3:11.

## Tracce
| #  | Titolo                                          |
| -- | ----------------------------------------------- |
| 1  | The Celts (2:50)                                |
| 2  | Aldebaran (3:05)                                |
| 3  | I Want Tomorrow (4:02)                          |
| 4  | March of the Celts (3:10)                       |
| 5  | Deireadh an Tuath (1:43)                        |
| 6  | The Sun in the Stream (2:55)                    |
| 7  | To Go Beyond (I) (1:20)                         |
| 8  | Fairytale (3:03)                                |
| 9  | Epona (1:36)                                    |
| 10 | Triad: St. Patrick / Cú Chulainn / Oisín (4:25) |
| 11 | Portrait (Out of the Blue) (3:11)               |
| 12 | Boadicea (3:30)                                 |
| 13 | Bard Dance (1:23)                               |
| 14 | Dan y Dŵr (1:41)                                |
| 15 | To Go Beyond (II) (2:50)                        |

## Singoli Estratti
- The Celts (1992)

## Successo

### Piazzamenti in Classifica
| Paese         | Posizione |
| ------------- | --------- |
| Australia     | 7         |
| Germania      | 70        |
| Norvegia      | 20        |
| Nuova Zelanda | 7         |
| Paesi Bassi   | 28        |
| Regno Unito   | 10        |
| Spagna        | 27        |
| Svezia        | 39        |